# Tom Clapp
Pour les articles homonymes, voir Clapp.
Pas d'image ? Cliquez ici

a Compétitions nationales et continentales officielles uniquement.

b Matchs officiels uniquement.
Thomas John Sercombe Clapp dit Tom Clapp, né le 25 octobre 1858 dans le quartier de Marylebone à Londres (Angleterre) et mort le 15 novembre 1933 en Californie (États-Unis), est un joueur international gallois de rugby à XV ayant occupé le poste d'avant.

## Biographie
Tom Clapp évolue en club avec le Newport RFC de 1880 à 1888 et il en est le capitaine lors des saisons 1884-1885 et 1885-1886.
Il dispute son premier test match le 28 janvier 1882 contre l'équipe d'Irlande pour le premier match du pays de Galles contre cet adversaire, et son dernier test match contre la même équipe le 3 mars 1888 dans le cadre du Tournoi britannique. Il participe au premier match du pays de Galles dans le tournoi, lors du Tournoi britannique de rugby à XV 1882-1883 le 16 décembre 1882. Il est capitaine de l'équipe du pays de Galles lors de la première victoire contre l'équipe d'Écosse à Rodney Parade le 4 février 1888.

## Statistiques en équipe nationale
- 14 sélections dont 3 comme capitaine
- 2 essais
- Sélections par année : 2 en 1882, 1 en 1883, 3 en 1884, 2 en 1885, 1 en 1886, 3 en 1887, 2 en 1888
- Participation à six Tournois britanniques en 1882-1883, 1884, 1885, 1886, 1887 et 1888